# 新赫里霍里夫卡 (盧甘斯克州)
48°38′23″N 38°53′27″E / 48.63972°N 38.89083°E
新赫里霍里夫卡（羅馬化：Novohryhorivka）是位於烏克蘭東部盧甘斯克州阿爾切夫斯克區的濟莫希里亞市鎮的村莊。該村始建於1970年，面積0.35平方公里，海拔高度163米，2001年人口43，人口密度每平方公里121.5人。2014年頓巴斯戰爭爆發後，當地被俄羅斯支持的親俄武裝控制。